# バラン川
バラン川（バランがわ）はネパールのシワリク丘陵からインドへ流れる国際河川。川の長さは約200kmである。カムラ川と合流し、最終的にコシ川へ流れる。